# Massive Cluster Survey
Le Massive Cluster Survey (MACS, en français : « Étude d'amas de galaxies massifs »), a recueilli et caractérisé un échantillon d'amas de galaxies éloignés et très brillants dans les rayons X (par inférence, très massifs). Le relevé astronomique comprend 124 amas confirmés par spectroscopie avec 0,3 < z < 0,7. Les amas ont été sélectionnés parmi les corps célestes du ROSAT All-Sky Survey.

## Objets notables
Les objets sont identifiés selon la notation JHHMM.m+DDMM, où HHMM+DDMM sont les coordonnées J2000.0. Les lettres H, D et M renvoient à heures, degrés et minutes, alors que m indique le dixième de minute.
- HH : heures de l'ascension droite
- MM.m : minute de l'ascension droite ou déclinaison
- DD.d : degrés de la déclinaison

| Objet                  | Ascension droite | Déclinaison |
| ---------------------- | ---------------- | ----------- |
| MACS J0025.4-1222      | 00h 25.4m        | -12° 22′    |
| MACS J0647.7+7015 (en) | 06h 47.7m        | +70° 15′    |
| MACS J0717.5+3745      | 07h 17.5m        | +37° 45′    |